# Jet Life
Jet Life – amerykańska grupa hip-hopowa, której członkowie głównie wywodzą się z Nowego Orleanu. Grupa została utworzona z inicjatywy rapera o pseudonimie Curren$y, w skład ekipy wchodzą również Trademark Da Skydiver, Young Roddy, Corner Boy P, Fiend, Street Wiz oraz producent muzyczny Monsta Beatz. Kolektyw wydaje płyty poprzez wytwórnię Jet Life Recordings, której właścicielem jest Curren$y. Jet Life Recordings działa pod głównym wydawnictwem Warner Bros. Records
Grupa występuje również pod nazwami The JETS (zapis stylizowany: The J.E.T.S. lub The JET$) oraz Jets International.
Rozwinięcie skrótu to „Just Enjoy This Shit”.

## Życiorys

### Początki
Początkowo Trademark Da Skydiver i Young Roddy pojawili się na albumie swojego przyjaciela i mentora Curren$ego – Pilot Talk i od tego czasu Spitta określał ich jako członków Jet Life Crew. W 2011 do ekipy dołączyli kolejni raperzy. Nazwa grupy – The JETS jest często używana jako określenie stylu życia jaki wiodą jej członkowie – „high life”. Styl kolektywu jest określany jako „luxury rap”. W swoich utworach członkowie grupy poruszają głównie sprawy ze swojego życia codziennego. Wiele utworów skupia się również wokół marihuany oraz beztroskiego podejścia do świata. Duża liczba kawałków na temat palenia poskutkowała tym, że do ekipy przylgnęła łatka „weed rappers”, tematyka ta jest poruszana w piosenkach takich jak m.in. Paper Habits, Smoke Break, We Get High.

### Jet World Order
29 listopada 2011 został wydany debiutancki album grupy „Jet World Order”. Young Roddy oraz Trademark Da Skydiver wystąpili na wszystkich utwórach z płyty, natomiast Curren$y pojawił się na trzech kawałakach – Exhale, Excellent i 1st Place. Singlem promującym płytę był utwór 1st Place wyprodukowany przez Show Off. Kawałek był dostępny od 2 listopada 2011 poprzez serwis iTunes. Na płycie pojawili się również inni członkowie wytwórni Jet Life, w tym Nesby Phips, Sir Michael Rocks, Smoke DZA, Corner Boy P, Fiend i Street Wiz. Album zajął 148 miejsce na liście Billboard 200 sprzedając się w nakładzie 4200 kopii. Na portalu AllHipHop płyta uzyskała ocenę 7/10.

### Jet World Order 2
20 listopada 2012 został wydany drugi album – „Jet World Order 2”. Kawałkiem promującym płytę był utwór No Sleep, w którym wystąpili Trademark Da Skydiver, Young Roddy i Curren$y. Album składa się z 17 utworów. Za produkcję piosenek odpowiedzialni byli: Monsta Beatz Drupey Beats, Cookin’ Soul, Fortunate Ones, AJ Beats, Cardo, Kenny Beats, Rahki, Ti’Khari, Big Chop, WestwoodP, B. Corder. W utworze M.I.A. solowy występ zaliczył Trademark Da Skydiver, natomiast w Raw i Good Sense możemy usłyszeć jedynie Young Roddiego.

## Dyskografia
- Jet World Order (2011)
- Jet World Order 2 (2012)